# Забіне Ломанн
Забіне Ломанн (нім. Sabine Lohmann; нар. 13 березня 1973) — колишня німецька тенісистка.
Найвищу одиночну позицію світового рейтингу — 184 місце досягла 20 квітня 1992, парну — 135 місце — 10 лютого 1992 року.
Здобула 2 парні титули.

## Фінали ITF
| турніри $25,000 |
| турніри $10,000 |

### Одиночний розряд: 2 (0–2)
| Результат | Ранг | Дата           | Турнір                   | Покриття | Суперниця         | Рахунок       |
| --------- | ---- | -------------- | ------------------------ | -------- | ----------------- | ------------- |
| Поразка   | 1.   | 27 серпня 1990 | Накхонратчасіма, Таїланд | Тверде   | Естер Маркенстейн | 4–6, 3–6      |
| Поразка   | 2.   | 15 жовтня 1990 | Бургдорф, Швейцарія      | Килим    | Домінік Монамі    | 7–5, 2–6, 4–6 |

### Парний розряд: 9 (2–7)
| Результат | Ранг | Дата              | Турнір                     | Покриття | Партнерка        | Суперниці                         | Рахунок       |
| --------- | ---- | ----------------- | -------------------------- | -------- | ---------------- | --------------------------------- | ------------- |
| Поразка   | 1.   | 22 січня 1990     | Нью-Браунфелс (Техас), США | Тверде   | Штефані Ремке    | Марі П'єрс Дженніфер Сентрок      | 4–6, 4–6      |
| Поразка   | 2.   | 3 вересня 1990    | Hat Yai, Таїланд           | Тверде   | Ульріке Пржисуха | Choi Jin Choi Jeom-sang           | 6–3, 2–6, 2–6 |
| Поразка   | 3.   | 10 вересня 1990   | Бангкок, Таїланд           | Тверде   | Ульріке Пржисуха | Есмір Гогендорн Клер Вегінк       | 0–6, 1–6      |
| Перемога  | 1.   | 15 жовтня 1990    | Бургдорф, Швейцарія        | Килим    | Клер Вегінк      | Наталі Чан Мішель Штребель        | 4–6, 6–2, 6–4 |
| Перемога  | 2.   | 22 жовтня 1990    | Lyss, Швейцарія            | Ґрунт    | Клер Вегінк      | Ілана Бергер Рона Маєр            | 6–1, 7–5      |
| Поразка   | 4.   | 26 листопада 1990 | Okada, Нігерія             | Тверде   | Мішель Штребель  | Івонне Ґрюббен Гелен ван ден Берґ | 2–6, 5–7      |
| Поразка   | 5.   | 21 жовтня 1991    | Оїта, Японія               | Тверде   | Марія Екстранд   | Лупіта Новело Крістін Кунс        | 1–6, 5–7      |
| Поразка   | 6.   | 13 липня 1992     | Віго, Іспанія              | Ґрунт    | Кайлі Джонсон    | Ханет Соуто Роса Б'єльса          | 6–2, 3–6, 5–7 |
| Поразка   | 7.   | 30 листопада 1992 | Гавр, Франція              | Ґрунт    | Ангела Керек     | Іріна Спирля Руксандра Драгомір   | 3–6, 6–7      |